# أرمنيان (كليبر)
أرمنيان هي قرية في مقاطعة كليبر، إيران. عدد سكان هذه القرية هو 59 في سنة 2006.